# Vitmossen, Västmanland
Vitmossen är ett naturreservat i Sala kommun i Västmanlands län.
Området är naturskyddat sedan 2013 och är 174 hektar stort. Reservatet består av en stor mosse, omringad av skog där det finns två jättelika tallar som brukar kallas för Kungen och Drottningen.